# QBZ-95
Le QBZ-95 (en chinois : 95式自动步枪, 95 Shì Zìdòng Bùqiāng soit « fusil automatique modèle 95 ») est un fusil d'assaut conçu et fabriqué par l'Industrie de l'armement de la République populaire de Chine.

## Historique
Observé pour la première fois en public lors de la rétrocession de Hong Kong à la Chine en 1997, il est en service dans les unités d'élite de l'Armée populaire de libération et la police armée populaire chinoise. Une version adaptée pour le 5,56 × 45 mm OTAN est exportée sous le nom de QBZ-97. Construit a environ trois millions d'unités, il n'a pas donné entière satisfaction, la plus grande faiblesse de la conception du QBZ-95 est sa sécurité et son sélecteur médiocre.
Le QBZ-19 (ou QBZ-191) dont la conception démarre en 2016 et entré en service en 2019 doit le remplacer,.

## Présentation
Comme tout fusil bullpup, le magasin cintré (similaire au Steyr AUG) et le mécanisme du QBZ-95 se trouvent derrière la poignée pistolet. Ses garnitures sont en polymère noir. La poignée garde-main abrite l'œilleton de visée.
La hausse est réglable jusqu'à 500 m correspondant à sa portée pratique limitée à 450 m environ. Cette arme automatique fonctionne par emprunt des gaz avec verrouillage par culasse pivotante. Son coût en 2017 est de 690 dollars américains.

## Variantes militaires chinoises
Il existe trois variantes du FA type 95 :
QBZ-95Fusil d'assaut standard recevant baïonnette et lance-grenade amovible type 91.
QBZ-95BCarabine d'assaut à canon court.
QBB-95Fusil-mitrailleur léger à canon long et bipied.

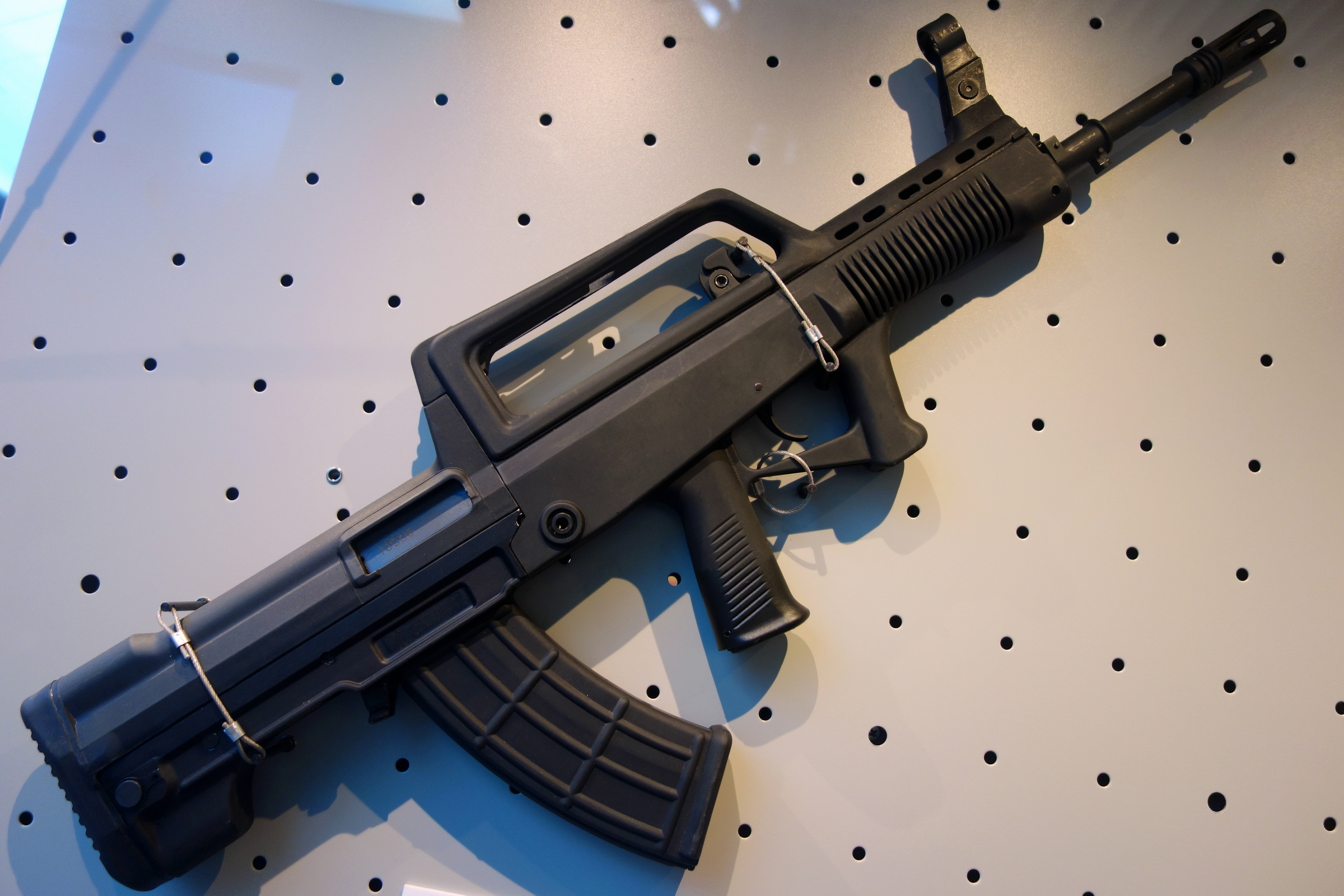
QBZ95.
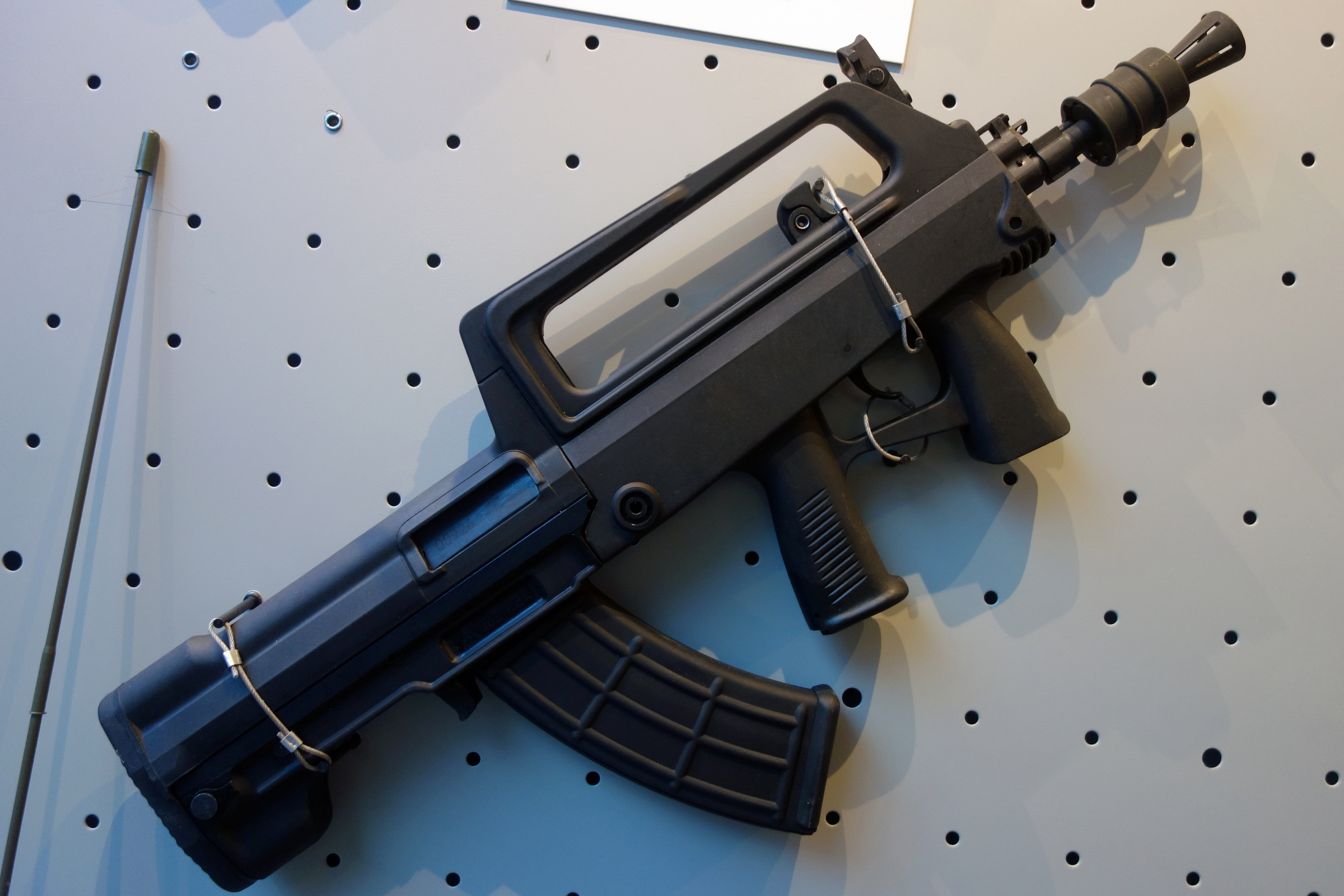
QBZ95B.
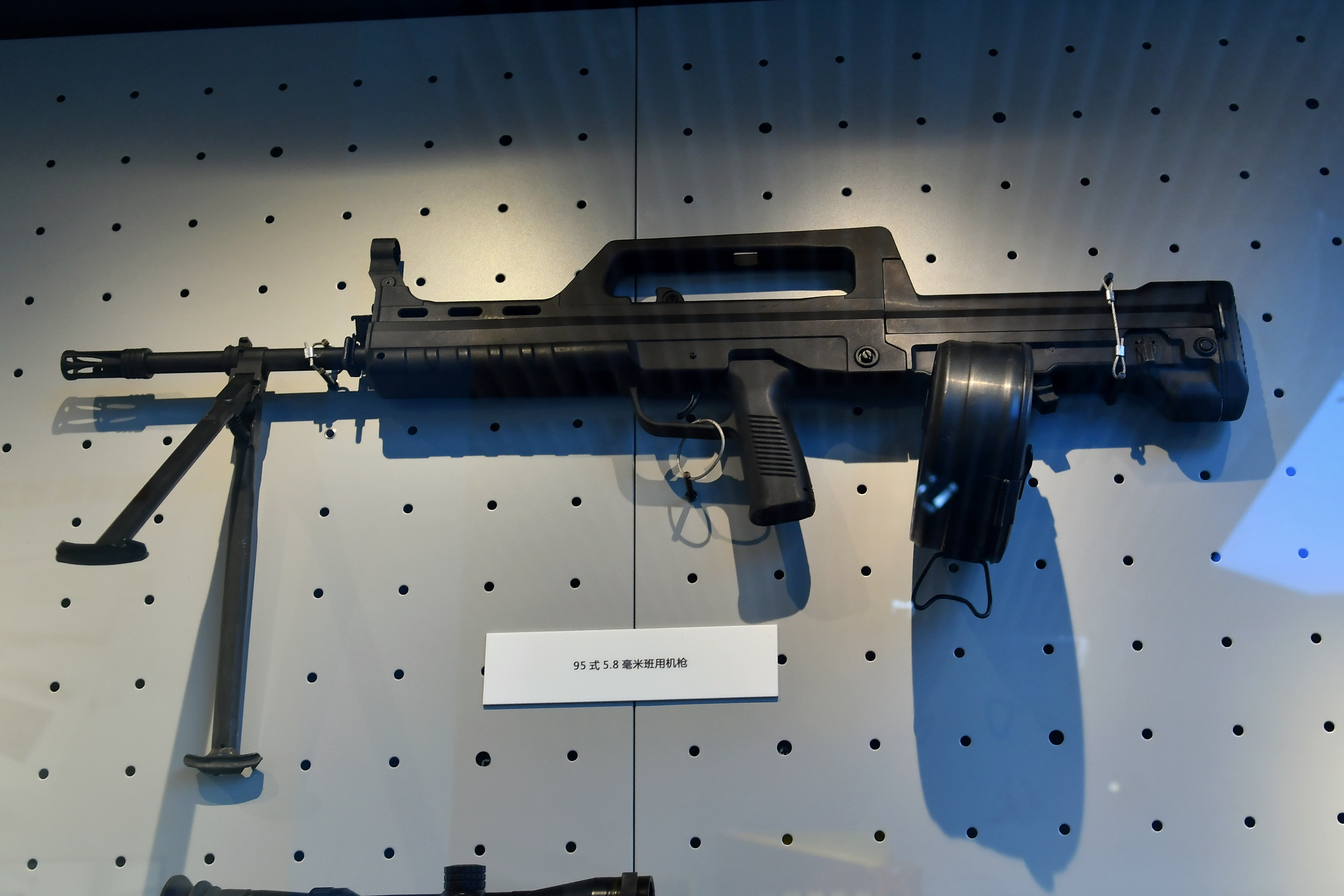
QBB95.
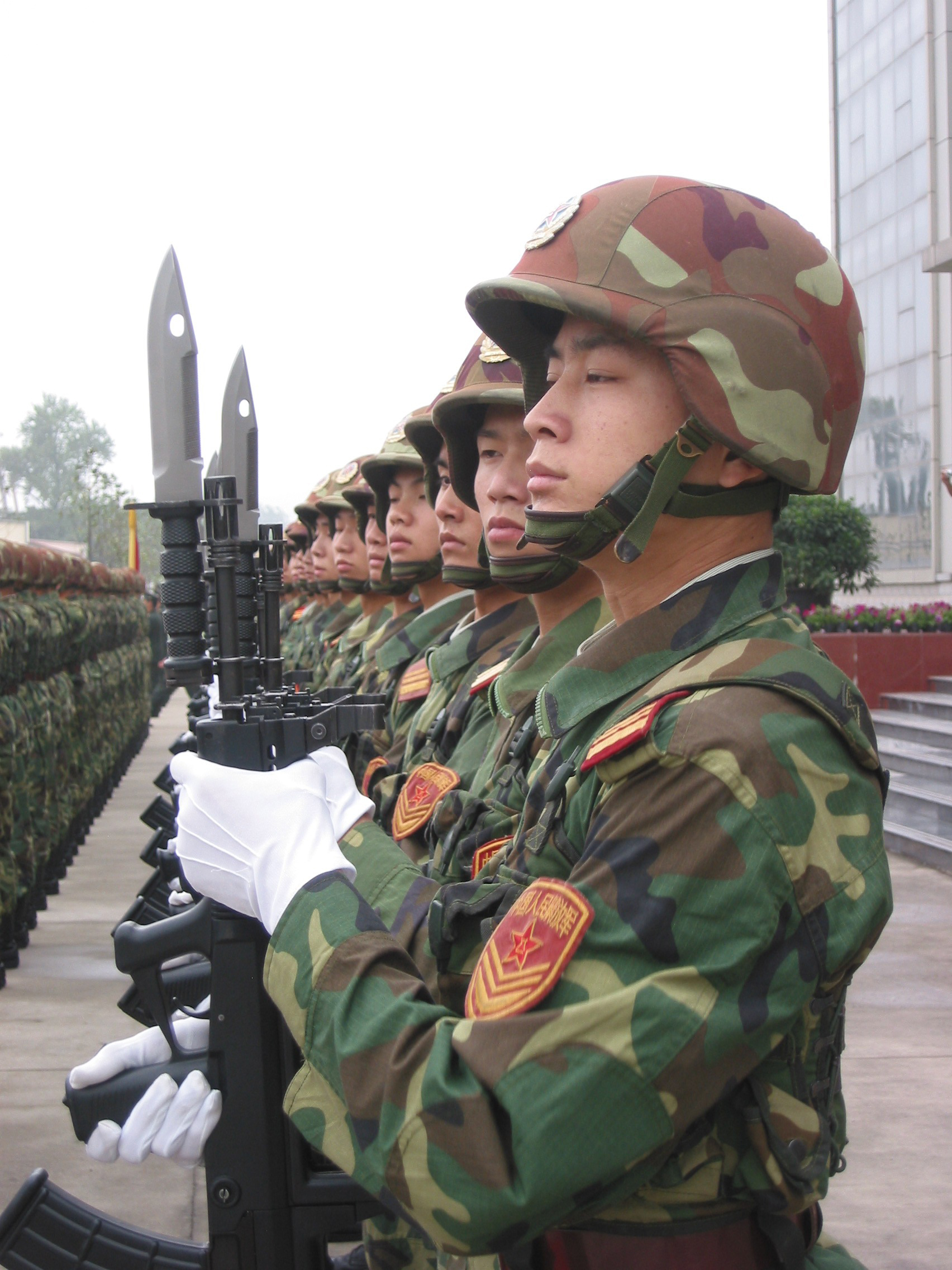
Gardes d'honneur à Nankin en 2009. La tenue de camouflage est le Type 99.

### QBZ-97
Le QBZ-97 est une variante du fusil d'assaut QBZ-95. Sa seule différence avec l'original est qu'il permet d'utiliser des cartouches 5,56 × 45 mm OTAN au lieu des munitions 5,8 × 42 mm pour une masse augmentée de 100 g. Cette arme est la seule variante du QBZ-95 à avoir connu le succès commercial et l'usage militaire en dehors de la Chine qui l'a fournie au Cambodge, à la Birmanie et au Sri Lanka.

## Spécifications

### QBZ-95
Voir tableau

### QBZ-95B
- Munition : 5,8 × 42 mm
- Encombrement : 61 cm de long pour une masse à vide de 2,9 kg
- Cadence de tir : 800 coups par minute

### QBZ-97/97
- Munition : 5,56 mm OTAN
- Encombrement : 76 cm de long pour une masse à vide de 3,35 kg
- Cadence de tir : 800 coups par minute

## Dans la culture populaire
Moins diffusés que le Fusil Type 56, leS QBZ-95 et QBZ-97 sont présents dans divers films, séries TV et jeux vidéo.

### Cinéma
Le QBZ-95 est utilisée dans des films chinois :
- Wolf Warrior (avec les QBU-88 et QBB-95) et Wolf Warrior 2 armant les soldats chinois.
- Police Story: Lockdown

Le QBZ-97 est reconnaissable dans 2012 

### Télévision
Le QBZ-97 est visible dans  les séries Stargate Atlantis lors de la fusillade entre le Wraith et le lieutenant-colonel Sheppard (épisode 19 de la saison 5) et Stargate Universe, qui furent tous les trois tournés au Canada où les armes chinoises sont légalement importables.
Le QBZ-95 est visible dans la série The 100, il est utilisé par la Garde de l'Arche.

### Jeux vidéo
Le QBZ-95 apparaît dans les jeux vidéo suivants :
Uncharted : The lost legacy : (Type 95)
- ARMA III, avec la mise à jour « Apex » (« CAR-95 »)
- PlayerUnknown's Battlegrounds (« QBZ-97 »)
- série Battlefield :
  - Battlefield 2, où il équipe la classe « Assaut » dans le camp de la Chine
  - Battlefield 3 (« QBZ-95B »)
  - Battlefield 4 (« QBZ-95 »)
- Grand Theft Auto V, avec la mise à jour « Vie de rêve » (« fusil d'assaut bullpup »).
- PlayerUnknown's Battlegrounds (« QBZ »)
- série Tom Clancy's Rainbow Six 3 :
  - Rainbow Six 3: Raven Shield (« Type 95 »)
  - Rainbow Six 3: Athena Sword (« Type 95 »)
- Tom Clancy's Ghost Recon Wildlands (« Type 95 »)
- Insurgency: Sandstorm (« QBZ-97 »)
- Call of Duty: Black Ops Cold War (« QBZ-83 »)
- Operation Flashpoint: Dragon Rising (« QBZ-95 »)